# Finales NBA 1984
Navigation
Finales 1983 Finales 1985
Les finales NBA 1984 sont la dernière série de matchs de la saison 1983-1984 de la NBA et la conclusion des séries éliminatoires (playoffs) de la saison. Les champions de la conférence Est, les Celtics de Boston rencontrent le champion de la conférence Ouest les Lakers de Los Angeles.
Les Celtics de Boston battent les Lakers de Los Angeles 4 victoires à trois en remportant le match 7 : 111-102. Larry Bird, avec une moyenne de 27 points et 14 rebonds par match lors de la série, est élu meilleur joueur des finales. Bird a également été nommé meilleur joueur de la ligue en saison régulière cette année.
Cette série était la revanche tant attendue entre les Lakers de Los Angeles et les Celtics de Boston après que leur rivalité eut été lancée en 1979 avec l'arrivée dans la ligue de la paire Magic Johnson-Larry Bird. Après la victoire des Lakers au premier match à Boston, les Celtics reviennent à une victoire partout après le gain du second match après prolongation. Les Lakers ont remporté le troisième match facilement, mais ont perdu le quatrième match après prolongation. Maintenant, à égalité 2-2, les Lakers et les Celtics gagnent chacun à domicile et le septième match décisif a lieu à Boston. Cedric Maxwell a marqué 24 points contre les Lakers de Los Angeles dans ce match décisif.
Los Angeles a remporté les trois matchs disputés le dimanche après-midi, alors que Boston a remporté les matchs disputés mardi soir, mercredi soir, jeudi soir et vendredi soir.
Le calendrier de la série est un calendrier bizarre, entièrement dû aux caprices de la télévision. Le premier a été joué un dimanche après-midi à Boston, environ 36 heures après que les Lakers eurent éliminé les Suns de Phoenix en finale de la conférence Ouest. Les équipes ont ensuite eu trois jours de repos ne rejouant que le jeudi soir. Puis, après le match 3 du dimanche après-midi à Los Angeles, les équipes ont eu deux jours de repos jusqu'à mercredi soir. Ensuite a commencé en une semaine une série d'aller et retour à travers le pays : mercredi soir à Los Angeles, vendredi soir à Boston, dimanche après-midi à Los Angeles, et mardi soir à Boston pour le dernier match.
L'année suivante, le format des finales passera à 2-3-2, où les matchs 1, 2, 6 et 7 sont accueillis par l'équipe avec le meilleur bilan. Le changement de format est intervenu après que Red Auerbach se soit plaint du déplacement constant lors des quatre derniers matchs de cette série 1984.
Les Celtics remportent ainsi leur quinzième titre et battent pour la huitième fois en huit finales les Lakers.
Cette série finale voit s'affronter sur le plancher neuf joueurs qui seront intronisés au Basketball Hall of Fame : Larry Bird, Kevin McHale, Robert Parish, Dennis Johnson pour les Celtics et Kareem Abdul-Jabbar, Jamaal Wilkes, Magic Johnson, Bob McAdoo, James Worthy pour les Lakers ainsi que les deux entraîneurs K.C. Jones (intronisé comme joueur) des Celtics et Pat Riley des Lakers. Deux autres Hall of Famers des Celtics sont présents : Red Auerbach, président des Celtics et Tom Heinsohn qui commente les matchs à Boston pour CBS Sports. Cette série et les finales 1985 (qui sera la revanche de cette année) sont les seules à réunir treize joueurs intronisés au Basketball Hall of Fame.

## Lieux des compétitions
Les deux salles pour le tournoi de ces finales sont : le Boston Garden de Boston et le Great Western Forum d'Inglewood.
| Los Angeles         | \| Boston Los Angeles \| | Boston           |
| Great Western Forum | \| Boston Los Angeles \| | Boston Garden    |
| Capacité: 17 505    | \| Boston Los Angeles \| | Capacité: 14 870 |
| Te Forum            | \| Boston Los Angeles \| | Boston Garden    |
| Boston Los Angeles  |                          |                  |

## Avant les finales

### Celtics de Boston
Lors de la saison régulière les Celtics de Boston ont terminé la saison premier de la division Atlantique et premiers de la conférence Est avec un bilan de 62 victoires pour 20 défaites, soit le meilleur bilan de la ligue.
Les Celtics, se sont qualifiés en battant successivement au premier tour les Bullets de la Washington trois victoires à une, puis en demi-finales de conférence les Knicks de New York quatre victoires à trois puis en  finales de conférence les Bucks de Milwaukee quatre victoires à une.

### Lakers de Los Angeles
Lors de la saison régulière les Lakers ont terminé la saison premier de la division pacifique et de la conférence Ouest avec le second bilan de la ligue derrière Boston avec un bilan de 54 victoires pour 28 défaites.
Les Lakers se sont qualifiés en battant au premier tour les Kings de Kansas City trois victoires à zéro, puis en demi-finales les Mavericks de Dallas quatre victoires à une et en finales de conférence les Suns de Phoenix quatre victoires à deux.

### Parcours comparés vers les finales NBA
| Champion de division | Qualifié pour les playoffs | Éliminé des playoffs |

| Rang | Franchise                 | V  | D  | PCT    | R  | Dom   | Ext   | Div   |
| ---- | ------------------------- | -- | -- | ------ | -- | ----- | ----- | ----- |
| 1    | Celtics de Boston         | 62 | 20 | 75,6 % | –  | 33–8  | 29–12 | 13–11 |
| 2    | Bucks de Milwaukee (a)    | 50 | 32 | 61,0 % | 12 | 30–11 | 20–21 | 19–10 |
| 3    | 76ers de Philadelphie (a) | 52 | 30 | 63,4 % | 10 | 32–9  | 20–21 | 15–9  |
| 4    | Pistons de Détroit        | 49 | 33 | 59,8 % | 13 | 30–11 | 19–22 | 21–8  |
| 5    | Knicks de New York        | 47 | 35 | 57,3 % | 15 | 29–12 | 18–23 | 12–12 |
| 6    | Nets du New Jersey        | 45 | 37 | 54,9 % | 17 | 29–12 | 16–25 | 12–12 |
| 7    | Hawks d'Atlanta           | 40 | 42 | 48,8 % | 22 | 31–10 | 9–32  | 16–14 |
| 8    | Bullets de la Washington  | 35 | 47 | 42,7 % | 27 | 25–16 | 10–31 | 8–16  |
|      |                           |    |    |        |    |       |       |       |
| 9    | Cavaliers de Cleveland    | 28 | 54 | 34,1 % | 34 | 23–18 | 5–36  | 11–19 |
| 10   | Bulls de Chicago          | 27 | 55 | 32,9 % | 35 | 18–23 | 9–32  | 10–20 |
| 11   | Pacers de l'Indiana       | 26 | 56 | 31,7 % | 36 | 20–21 | 6–35  | 12–18 |

| Rang | Franchise                     | V  | D  | PCT    | R  | Dom   | Ext   | Div   |
| ---- | ----------------------------- | -- | -- | ------ | -- | ----- | ----- | ----- |
| 1    | Lakers de Los Angeles         | 54 | 28 | 65,9 % | –  | 28–13 | 26–15 | 18–12 |
| 2    | Jazz de l'Utah (a)            | 45 | 37 | 54,9 % | 9  | 31–10 | 14–27 | 15–15 |
| 3    | Trail Blazers de Portland (a) | 48 | 34 | 58,5 % | 6  | 33–8  | 15–26 | 17–13 |
| 4    | Mavericks de Dallas           | 43 | 39 | 52,4 % | 11 | 31–10 | 12–29 | 19–11 |
| 5    | SuperSonics de Seattle        | 42 | 40 | 51,2 % | 12 | 32–9  | 10–31 | 14–16 |
| 6    | Suns de Phoenix               | 41 | 41 | 50,0 % | 13 | 31–10 | 10–31 | 16–14 |
| 7    | Nuggets de Denver             | 38 | 44 | 46,3 % | 16 | 27–14 | 11–30 | 16–14 |
| 8    | Kings de Kansas City          | 38 | 44 | 46,3 % | 16 | 26–15 | 12–29 | 16–14 |
|      |                               |    |    |        |    |       |       |       |
| 9    | Spurs de San Antonio          | 37 | 45 | 45,1 % | 17 | 28–13 | 9–32  | 14–16 |
| 9    | Warriors de Golden State      | 37 | 45 | 45,1 % | 17 | 27–14 | 10–31 | 13–17 |
| 11   | Clippers de San Diego         | 30 | 52 | 36,6 % | 24 | 25–16 | 5–36  | 12–18 |
| 12   | Rockets de Houston            | 29 | 53 | 35.4 % | 25 | 21–20 | 8–33  | 9–21  |

### Face à face en saison régulière

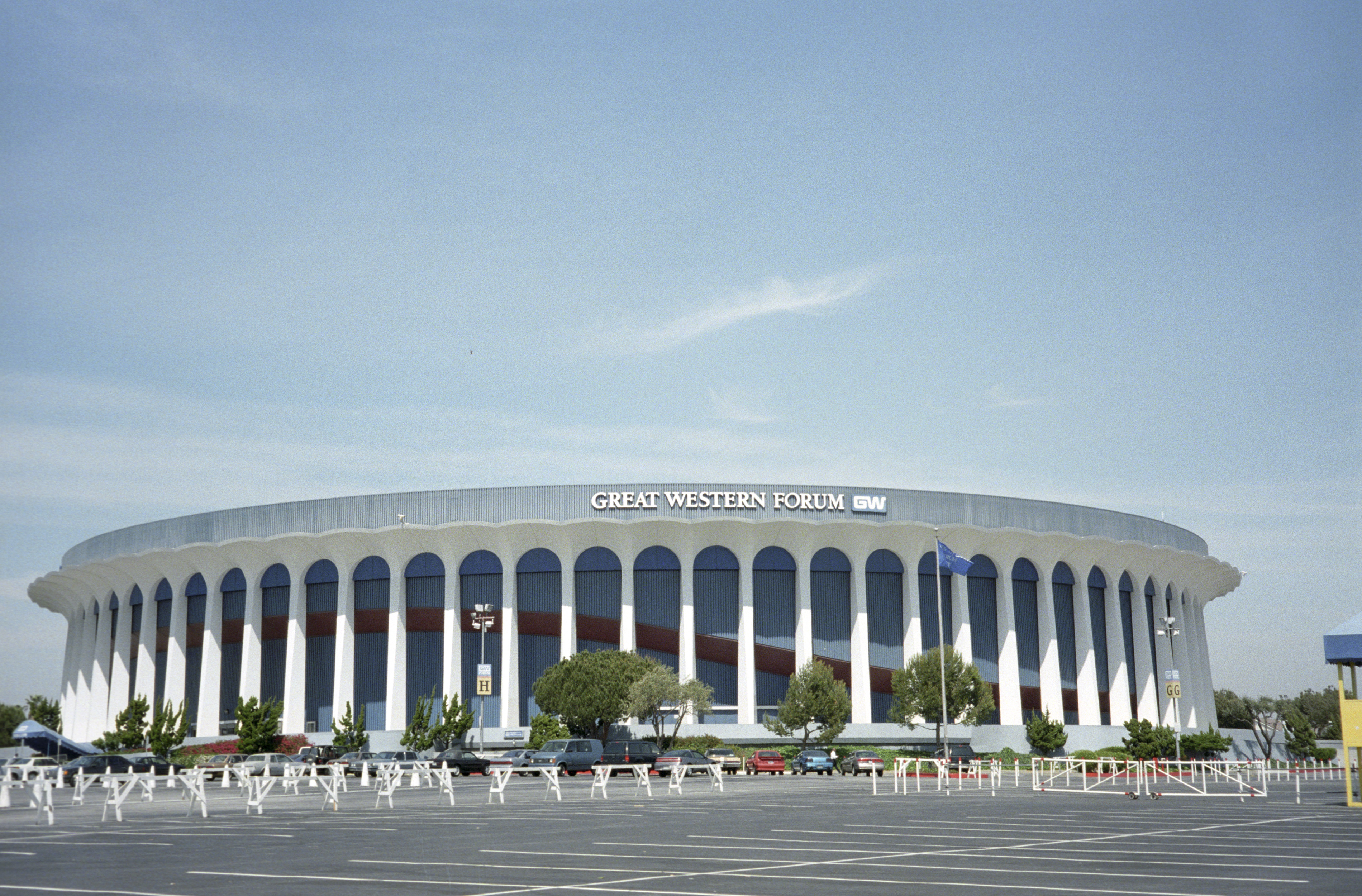
Le Great Western Forum

Les Celtics et les Lakers se sont rencontrés 2 fois. Les Lakers ont gagné les deux rencontres.
| Match | Date            | équipe à domicile     | Score   | équipe à l'extérieur  |
| ----- | --------------- | --------------------- | ------- | --------------------- |
| 1     | 8 février 1984  | Celtics de Boston     | 109-111 | Lakers de Los Angeles |
| 2     | 24 février 1984 | Lakers de Los Angeles | 116-108 | Celtics de Boston     |

## Formule

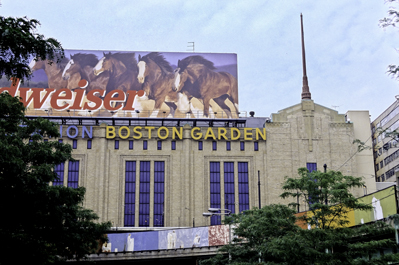
Le Boston Garden

Pour les séries finales la franchise gagnante est la première à remporter quatre victoires, soit un minimum de quatre matchs et un maximum de sept. Les rencontres se déroulent dans l'ordre suivant :
| Match | Recevant       | Match | Recevant       | Match | Recevant        | Match | Recevant        |
| ----- | -------------- | ----- | -------------- | ----- | --------------- | ----- | --------------- |
| 1     | Meilleur bilan | 2     | Meilleur bilan | 3     | Moins bon bilan | 4     | Moins bon bilan |

| Match | Recevant       | Match | Recevant        | Match | Recevant       |
| ----- | -------------- | ----- | --------------- | ----- | -------------- |
| 5     | Meilleur bilan | 6     | Moins bon bilan | 7     | Meilleur bilan |

Les Celtics ont l'avantage du terrain lors de la finale, car ils ont un meilleur bilan en saison régulière (62-20 contre 54-28).

## Les finales

### Tableau
|                       | Match 1 | Match 2  | Match 3 | Match 4 | Match 5 | Match 6 | Match 7 | Score final |
| Celtics de Boston     | 109     | 124 (ap) | 104     | 129(ap) | 121     | 108     | 111     | 4           |
| Lakers de Los Angeles | 115     | 121      | 137     | 125     | 103     | 119     | 102     | 3           |

Les scores en couleur représentent l'équipe à domicile. Le score du match en gras est le vainqueur du match.

### Match 1
| 27 mai 1984 | Rapport | Lakers de Los Angeles 115, Celtics de Boston 109              | Lakers de Los Angeles 115, Celtics de Boston 109 | Lakers de Los Angeles 115, Celtics de Boston 109 |  | Boston Garden, Boston Affluence : 14 890 Arbitres : No. 25 Hugh Evans No. 8 John Vanak | CBS |
| 27 mai 1984 | Rapport | Score par quart-temps : 34–22, 31–30, 27–36, 23–21            |                                                  |                                                  |  | Boston Garden, Boston Affluence : 14 890 Arbitres : No. 25 Hugh Evans No. 8 John Vanak | CBS |
| 27 mai 1984 | Rapport | Kareem Abdul-Jabbar 32 Kareem Abdul-Jabbar 8 Magic Johnson 10 | Points Rebonds Passes d.                         | Kevin McHale 25 Larry Bird 14 Larry Bird 5       |  | Boston Garden, Boston Affluence : 14 890 Arbitres : No. 25 Hugh Evans No. 8 John Vanak | CBS |
| 27 mai 1984 | Rapport | Los Angeles mène la série 1 à 0                               |                                                  |                                                  |  | Boston Garden, Boston Affluence : 14 890 Arbitres : No. 25 Hugh Evans No. 8 John Vanak | CBS |

### Match 2
| 31 mai 1984 | Rapport | Lakers de Los Angeles 121, Celtics de Boston 124              | Lakers de Los Angeles 121, Celtics de Boston 124 | Lakers de Los Angeles 121, Celtics de Boston 124 | OT | Boston Garden, Boston Affluence : 14 890 Arbitres : No. 14 Jack Madden No. 11 Jake O'Donnell | CBS |
| 31 mai 1984 | Rapport | Score par quart-temps : 26–37, 33–25, 28–29, 26–23, OT : 8-11 |                                                  |                                                  | OT | Boston Garden, Boston Affluence : 14 890 Arbitres : No. 14 Jack Madden No. 11 Jake O'Donnell | CBS |
| 31 mai 1984 | Rapport | James Worthy 29 Kareem Abdul-Jabbar 8 Magic Johnson 10        | Points Rebonds Passes d.                         | Larry Bird 27 Larry Bird 13 Ainge, Henderson 5   | OT | Boston Garden, Boston Affluence : 14 890 Arbitres : No. 14 Jack Madden No. 11 Jake O'Donnell | CBS |
| 31 mai 1984 | Rapport | Égalité dans la série 1 à 1                                   |                                                  |                                                  | OT | Boston Garden, Boston Affluence : 14 890 Arbitres : No. 14 Jack Madden No. 11 Jake O'Donnell | CBS |

### Match 3
| 3 juin 1984 | Rapport | Celtics de Boston 104, Lakers de Los Angeles 137   | Celtics de Boston 104, Lakers de Los Angeles 137 | Celtics de Boston 104, Lakers de Los Angeles 137         |  | Great Western Forum, Inglewood Affluence : 17 505 Arbitres : No. 22 Paul Mihalik No. 12 Earl Strom | CBS |
| 3 juin 1984 | Rapport | Score par quart-temps : 26–29, 20–28, 33–47, 25–33 |                                                  |                                                          |  | Great Western Forum, Inglewood Affluence : 17 505 Arbitres : No. 22 Paul Mihalik No. 12 Earl Strom | CBS |
| 3 juin 1984 | Rapport | Larry Bird 30 Robert Parish 12 Cedric Maxwell 5    | Points Rebonds Passes d.                         | Kareem Abdul-Jabbar 24 Magic Johnson 11 Magic Johnson 21 |  | Great Western Forum, Inglewood Affluence : 17 505 Arbitres : No. 22 Paul Mihalik No. 12 Earl Strom | CBS |
| 3 juin 1984 | Rapport | Los Angeles mène la série 2 à 1                    |                                                  |                                                          |  | Great Western Forum, Inglewood Affluence : 17 505 Arbitres : No. 22 Paul Mihalik No. 12 Earl Strom | CBS |

### Match 4
| 6 juin 1984 | Rapport | Celtics de Boston 129, Lakers de Los Angeles 125               | Celtics de Boston 129, Lakers de Los Angeles 125 | Celtics de Boston 129, Lakers de Los Angeles 125         | OT | Great Western Forum, Inglewood Affluence : 17 505 Arbitres : No. 10 Darell Garretson No. 20 Jess Kersey No. 12 Earl Strom [alternate] | CBS |
| 6 juin 1984 | Rapport | Score par quart-temps : 32–33, 26–35, 30–22, 25–23, OT : 16-12 |                                                  |                                                          | OT | Great Western Forum, Inglewood Affluence : 17 505 Arbitres : No. 10 Darell Garretson No. 20 Jess Kersey No. 12 Earl Strom [alternate] | CBS |
| 6 juin 1984 | Rapport | Larry Bird 29 Larry Bird 21 Dennis Johnson 14                  | Points Rebonds Passes d.                         | Kareem Abdul-Jabbar 32 Magic Johnson 11 Magic Johnson 17 | OT | Great Western Forum, Inglewood Affluence : 17 505 Arbitres : No. 10 Darell Garretson No. 20 Jess Kersey No. 12 Earl Strom [alternate] | CBS |
| 6 juin 1984 | Rapport | Égalité dans la série 2 à 2                                    |                                                  |                                                          | OT | Great Western Forum, Inglewood Affluence : 17 505 Arbitres : No. 10 Darell Garretson No. 20 Jess Kersey No. 12 Earl Strom [alternate] | CBS |

### Match 5
| 8 juin 1984 | Rapport | Lakers de Los Angeles 103, Celtics de Boston 121   | Lakers de Los Angeles 103, Celtics de Boston 121 | Lakers de Los Angeles 103, Celtics de Boston 121 |  | Boston Garden, Boston Affluence : 14 890 Arbitres : No. 25 Hugh Evans No. 12 Earl Strom No. 9 John Vanak [alternate] | CBS |
| 8 juin 1984 | Rapport | Score par quart-temps : 26–26, 27–29, 24–33, 26–33 |                                                  |                                                  |  | Boston Garden, Boston Affluence : 14 890 Arbitres : No. 25 Hugh Evans No. 12 Earl Strom No. 9 John Vanak [alternate] | CBS |
| 8 juin 1984 | Rapport | James Worthy 22 Kurt Rambis 9 Magic Johnson 13     | Points Rebonds Passes d.                         | Larry Bird 34 Larry Bird 17 Gerald Henderson 9   |  | Boston Garden, Boston Affluence : 14 890 Arbitres : No. 25 Hugh Evans No. 12 Earl Strom No. 9 John Vanak [alternate] | CBS |
| 8 juin 1984 | Rapport | Boston mène la série 3 à 2                         |                                                  |                                                  |  | Boston Garden, Boston Affluence : 14 890 Arbitres : No. 25 Hugh Evans No. 12 Earl Strom No. 9 John Vanak [alternate] | CBS |

### Match 6
| 10 juin 1984 | Rapport | Celtics de Boston 108, Lakers de Los Angeles 119   | Celtics de Boston 108, Lakers de Los Angeles 119 | Celtics de Boston 108, Lakers de Los Angeles 119               |  | Great Western Forum, Inglewood Affluence : 17 505 Arbitres : No. 14 Jack Madden No. 11 Jake O'Donnell | CBS |
| 10 juin 1984 | Rapport | Score par quart-temps : 33–29, 32–30, 22–24, 21–36 |                                                  |                                                                |  | Great Western Forum, Inglewood Affluence : 17 505 Arbitres : No. 14 Jack Madden No. 11 Jake O'Donnell | CBS |
| 10 juin 1984 | Rapport | Larry Bird 28 Larry Bird 14 Larry Bird 8           | Points Rebonds Passes d.                         | Kareem Abdul-Jabbar 30 Kareem Abdul-Jabbar 10 Magic Johnson 10 |  | Great Western Forum, Inglewood Affluence : 17 505 Arbitres : No. 14 Jack Madden No. 11 Jake O'Donnell | CBS |
| 10 juin 1984 | Rapport | Égalité dans la série 3 à 3                        |                                                  |                                                                |  | Great Western Forum, Inglewood Affluence : 17 505 Arbitres : No. 14 Jack Madden No. 11 Jake O'Donnell | CBS |

### Match 7
| 12 juin 1984 | Rapport | Lakers de Los Angeles 102, Celtics de Boston 111   | Lakers de Los Angeles 102, Celtics de Boston 111 | Lakers de Los Angeles 102, Celtics de Boston 111    |  | Boston Garden, Boston Affluence : 14 890 Arbitres : No. 10 Darell Garretson No. 12 Earl Strom | CBS |
| 12 juin 1984 | Rapport | Score par quart-temps : 30–30, 22–28, 26–33, 24–20 |                                                  |                                                     |  | Boston Garden, Boston Affluence : 14 890 Arbitres : No. 10 Darell Garretson No. 12 Earl Strom | CBS |
| 12 juin 1984 | Rapport | James Worthy 22 Kurt Rambis 9 Magic Johnson 15     | Points Rebonds Passes d.                         | Cedric Maxwell 24 Robert Parish 16 Cedric Maxwell 8 |  | Boston Garden, Boston Affluence : 14 890 Arbitres : No. 10 Darell Garretson No. 12 Earl Strom | CBS |
| 12 juin 1984 | Rapport | Boston gagne la série 4 à 3                        |                                                  |                                                     |  | Boston Garden, Boston Affluence : 14 890 Arbitres : No. 10 Darell Garretson No. 12 Earl Strom | CBS |